# Sua Mina Ouve Meu Rep Tamém
Sua Mina Ouve Meu Rep Tamém é o segundo trabalho do rapper brasileiro Emicida, lançado no dia 1 de fevereiro de 2010, pela gravadora independente Laboratório Fantasma. Foi gravado no estúdio CasaUm por Léo Cunha e mixado por Tixaman e Bruno Pompeo no estúdio Maria Fumaça. A foto da capa foi tirada por Ênio César em um show do Emicida no dia 12 de setembro de 2009 em Curitiba e a arte foi feita por Marcelo Lima.
No formato de um EP, o CD contém seis faixas. A origem do título vem da canção "Sua Mina Ouve Meu Rap" do MC Marechal.

## Faixas
1. Intro
2. Quer Saber? (com LJay e Fióti)
3. Chegaí (com Projetonave e Fióti)
4. Vacilão
5. Volúpia (com DJ Nyack, Xênia França)
6. Não Vejo a Hora (DJ Soares)